# 穆克塔菲
穆克塔菲（阿拉伯语：‎，al-Muktafi，870年代—908年8月13日），阿拔斯王朝的第十七代哈里发，是第十六代哈里发穆阿台迪德之子。
穆克塔菲於902年即位，他上任後首先征服了佔據敘利亞的卡爾馬特派勢力，隨後從突倫王朝手中奪回原屬於阿拔斯王朝的埃及地區。904年於塞薩洛尼基擊敗了拜占庭帝國軍隊。穆克塔菲於908年英年早逝，僅31歲。他死後阿拔斯王朝日漸衰弱，在十世紀中後期成為白益王朝的傀儡。